# Doug Legg
Charles Douglas Legg, detto Doug (Birmingham, 30 ottobre 1914 – Malvern, 30 ottobre 1989), è stato un cestista britannico.
Era il fratello di Ron Legg.

## Carriera
Con la Gran Bretagna ha disputato le olimpiadi del 1948, mentre con l'Inghilterra ha disputato i Campionati europei del 1946.